# Гадзо
Гадзо (на италиански: Gazzo) е град и община в Североизточна Италия.

## География
Град Гадзо се намира в област (регион) Венето на провинция Падуа. На около 25 km южно от града се намира провинциалния център Падуа. На около 10 km западно от града е град Виченца. Население 3924 жители от преброяването през 2007 г.